# (500013) 2011 QN35
(500013) 2011 QN35 es un asteroide perteneciente al cinturón de asteroides, descubierto el 25 de marzo de 2003 por el equipo del Spacewatch desde el Observatorio Nacional de Kitt Peak, Arizona, Estados Unidos.

## Designación y nombre
Designado provisionalmente como 2011 QN35.

## Características orbitales
2011 QN35 está situado a una distancia media del Sol de 3,195 ua, pudiendo alejarse hasta 3,741 ua y acercarse hasta 2,650 ua. Su excentricidad es 0,170 y la inclinación orbital 28,19 grados. Emplea 2086,70 días en completar una órbita alrededor del Sol.
Los próximos acercamientos a la órbita de Júpiter se producirán el 14 de abril de 2112, el 25 de septiembre de 2123 y el 9 de marzo de 2135.

## Características físicas
La magnitud absoluta de 2011 QN35 es 15,6.